# Enrique Cabrera
Enrique Cabrera (Poza Rica de Hidalgo, 14 luglio 1974) è uno scultore messicano, conosciuto anche per le sue opere come restauratore, musicista e fotografo.
Le sue sculture sono state esposte nel Louvre, Art Shopping Paris e Museo Picasso di Antibes, Museo d’Arte Mori di Tokio, Rockfeller, Meatpacking, Artbasel e Hamptons Fine Art Fair e in tanti altri. Inoltre, collabora assiduamente con fondazioni e partecipa come ambasciatore in Scholas Ocurrentes del Papa Francesco, amfAR, Unicef, la fondazione di Ricky Martín, Eva Longoria e Les Couleurs Charity.

## Biografia
Cabrera ha effettuato vari restauri artistici in diverse parti del mondo con la collaborazione di CENIDIAP (Centro Nazionale di Ricerca in Belle Arti) e INBA (Istituto Nazionale di Belle Arti), entrambe istituzioni messicane. Nel 2009 è stato scelto dal Governo francese e nel 2010 da quello messicano per restaurare alcune opere scultoree importanti del patrimonio nazionale per cui ha utilizzato antiche tecniche di restauro.
Tra le principali collezioni troviamo: Trilogía, Palmarius, Palmarius Colors, Skull Miami Colors, Cavallo Veloce, Naia, El Toro de Oro, El Toro Platino e La Gran Manzana.
La sua opera iconica Palmarius ha viaggiato in oltre 28 paesi, tra cui Parigi, Cannes, Dubai, Roma, Firenze, Tokyo, Miami, New York e Los Angeles. D’altro canto, La Gran Manzana è il progetto principale nell’arte pubblica del XXI secolo creato in onore alla città di New York e con la collaborazione di Mitsui Fudosan America Inc., una delle imprese del settore immobiliare più importanti d’America, una delle aziende del Gruppo Mitsui e la più importante del Giappone. È la scultura più grande mai installata nella New York.

## Opere principali
- Trilogía
- Skull Miami Colors
- Virgen de Guadalupe
- San Miguel Arcángel
- Palmarius
- Palmarius Colors
- Caballo Veloce
- Naia
- El Toro de Oro